# Afanassi Pawlantjewitsch Beloborodow

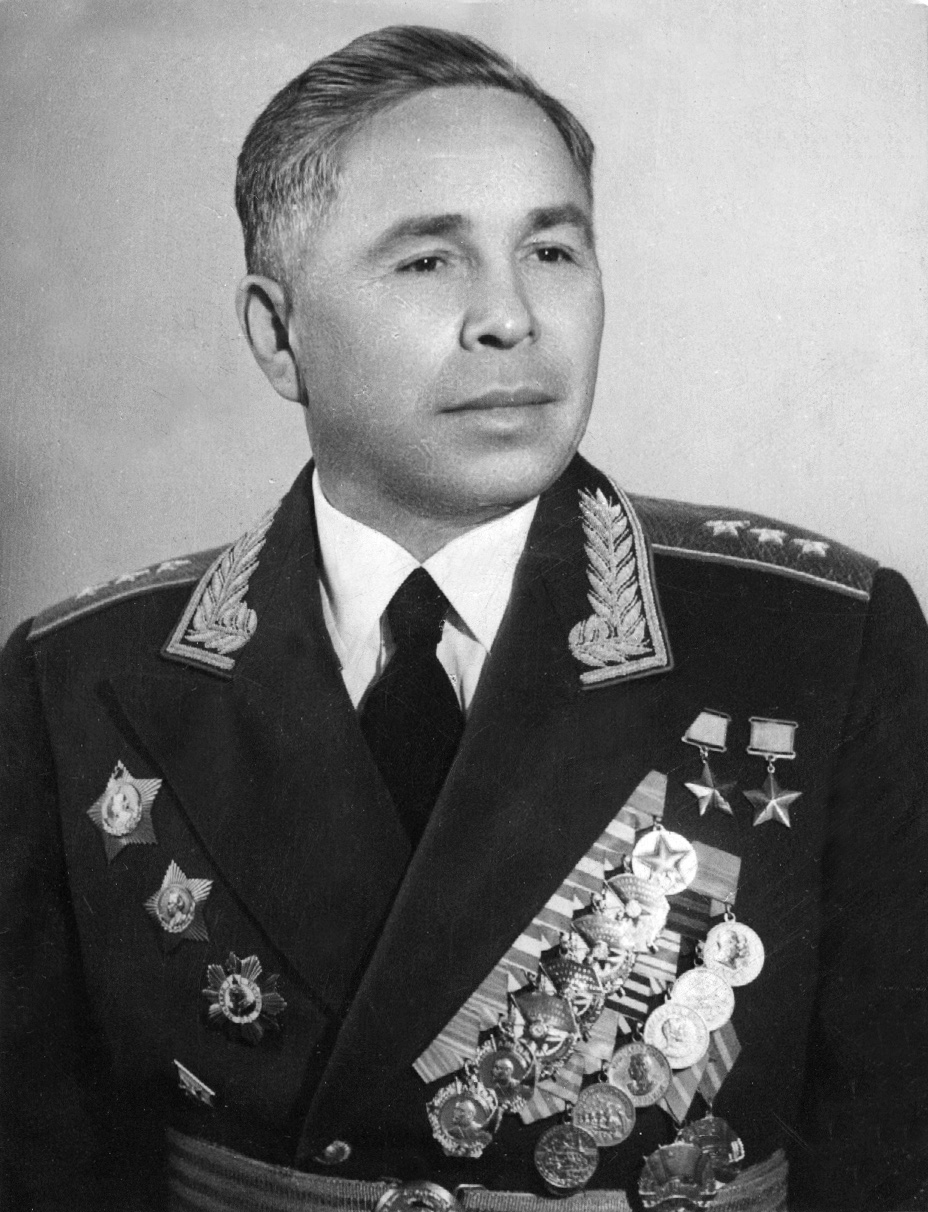
Afanassi Beloborodow (um 1950)

Afanassi Pawlantjewitsch Beloborodow (russisch Афанасий Павлантьевич Белобородов; * 18. Januarjul. / 31. Januar 1903greg. in Akinino-Baklaschi im Gouvernement Irkutsk; † 1. September 1990) war ein sowjetischer General. Er gilt als der Eroberer der Festung Königsberg in Ostpreußen im Jahr 1945.

## Bürgerkrieg, militärische Laufbahn
Der Sohn eines Bauern kämpfte ab November 1919 bis 1920 als Freiwilliger in einer Partisanengruppe gegen die Truppen des Admirals Koltschak. Im Jahre 1920 wurde er Soldat in den Revolutionstruppen im 8. Regiment, das in Irkutsk stationiert war. Die Prüfung zum Besuch der Infanterie-Schule in Irkutsk bestand er im Jahre 1923. Danach wurde er zur Infanterieschule in Nischni Nowgorod abkommandiert. Im Jahre 1924 folgte er dem Aufruf Lenins, in die KPdSU einzutreten. Ab 1926 besuchte er einen militärpolitischen Lehrgang in Leningrad. Anschließend wurde er zur 36. Infanterie-Division nach Sabaikalsk versetzt, wo er als politischer Instrukteur eingesetzt wurde.
Im Sommer 1929 nahm er an den Kämpfen gegen die Truppen der Weißen und chinesischen Verbündeten im Bereich der östlichen chinesischen Eisenbahn teil, wo er sich seine erste militärische Auszeichnung verdiente. Von 1933 bis 1936 besuchte er die Frunse-Militärakademie. Im Rahmen der Rotbanner-Fernostarmee wurde er anschließend im Stab der 66. Infanterie-Division eingesetzt. Von März 1939 an wurde er in den Stab eines Schützenkorps versetzt. Von Januar 1941 bis Juni 1941 leitete er die Abteilung der Ausbildung im Stab des Militärbezirks Fernost. Im Juli 1941 übernahm er das Kommando über die 78. Schützen-Division, die im Oktober 1941 zur Westfront verlegt wurde.

## Einsatz bei der Verteidigungsoperation vor Moskau
Am 27. Oktober 1941 erreichten die ersten neun Züge des Transports der 78. Schützendivision die Stadt Istra, die etwa 56 Kilometer westlich von Moskau lag. Oberst Beloborodow erhielt dort den Befehl, dass seine Division zur Reserve der Westfront zählte und westlich und südwestlich von Istra in den Wäldern Stellungen beziehen sollte. Die Division wurde der 16. Armee unter dem Kommando von Generalleutnant Konstantin Rokossowski unterstellt. Beloborodow kannte Rokossowski aus der gemeinsamen Dienstzeit in Sibirien. Rokossowski schrieb später über das Eintreffen der 78. Schützendivision:

„Mit besonderer Freude begrüßten wir die 78. Schützendivision unter ihrem ausgezeichneten Kommandeur, Oberst Beloborodow, die aus Sibirien zu uns gekommen war. Sie bestand hauptsächlich aus Sibiriern, die sich seit jeher durch besondere Standhaftigkeit auszeichneten.“

Mit dem 31. Oktober 1941 hatte die Division vollständig ihre Stellungen bezogen. Am 3. November meldete Beloborodow, dass die Division mit 14.000 Mann, mehr als 130 Geschützen, 60 Granatwerfern, 12 schweren Haubitzen und 23 leichten Panzern die Stellungen bezogen hatte. Noch am selben Tage wurde die Division der 16. Armee direkt unterstellt. Beloborodow wurde übermittelt, dass an der linken Flanke der Armee ein schwerer Panzerangriff zu erwarten war. Zur ersten Feindberührung kam es, als die Bataillone des 258. Regiments unter Major Suchanow den Fluss Oserna überquerten und die dort liegenden Einheiten der SS-Division Das Reich zurückdrängten. In den folgenden Wochen kämpfte die 78. Schützendivision gegen verschiedene Infanterie- und Panzerverbände. Am 24. November musste die Division heftige Panzerangriffe abwehren, wobei sie fast am westlichen Ufer der Istra eingeschlossen wurde. Intensive feindliche Panzervorstöße an der Leningrader Chaussee, die zur nordwestlichen Umgehung Moskaus durch den Gegner führen sollten, hatten zu dieser Lage geführt. Beloborodow führte einige Einheiten der Division geordnet auf das östliche Ufer der Istra zurück. Inzwischen waren drei feindliche Divisionen nördlich von der Division über die Istra gelangt. Als diese ihren Übergang erweitern wollten, gelang es Beloborodow, dass seine Einheiten alle Angriffe am West- und Ostufer der Istra abwehrten. Das Ziel, die Stadt Istra zu erobern, gelang dem Gegner bis zum 26. November nicht. An diesem Tag wurde die Division auf Befehl Stalins in 9. Gardeschützen-Division umbenannt, Beloborodow wurde zum Generalmajor befördert.
Wieder griff der Gegner intensiv auf einer Parallelstraße der Wolokolamsker Chaussee in östliche Richtung an, und die Möglichkeit der Einkreisung drohte der Division erneut. Die Division konnte sich auf neue Positionen zurückziehen. Am 1. Dezember 1941 lag die Division in einer Stellung, wo die Stadt Dedowsk die Mittelstellung einnahm. Bei Dedowsk, nur noch 38 km von Moskau entfernt, kam es zu heftigen Kämpfen um jedes Dorf, und die Stellungen waren mit wechselnden Ergebnissen umkämpft. Die Division wurde jetzt direkt aus Moskau versorgt mit Brot und Munition, und eine Werkstatt reparierte Fahrzeuge der Division. Beloborodow schrieb über die Lage am 5. Dezember:

„Am 5. Dezember ging der Feind im Abschnitt unserer Division zur Verteidigung über, um Atem zu holen. Auch wir waren am Ende unserer Kräfte.“

Doch schon in den nächsten Tagen konnte Beloborodow seine Division durch neue herangeführte Reserven verstärken. Mit mehreren Brigaden mit Panzern und Schützen, einem Regiment der Artillerie und einer Batterie Katjuschas sollte die Division ab dem 8. Dezember 1941 an der Spitze der Stoßtruppen der 16. Armee einen Gegenangriff der Westfront anführen. Schon drei Tage später erreichten die Einheiten die Stadt Isra, die aber völlig zerstört war. In schweren Kämpfen konnte die 9. Garde-Schützen-Division die Flüsse Istra, Oserna, Rusa und Iskona überwinden. Am 23. Januar 1942 erreichte die Division die Moskwa, womit das vorläufige Angriffsziel erreicht wurde.

## Vormarsch 1942 und 1943
Im Frühjahr und Sommer 1942 wurde die Division in die Südwestfront eingegliedert, wo sie an den Kämpfen im Gebiet des Donez teilnahm. Im Oktober 1942 übernahm er das Kommando über das 5. Garde-Schützen Korps, das über drei Divisionen verfügte, darunter auch die vorher von ihm befehligte 9. Garde-Schützen-Division. Im Rahmen der Kalininer Front war er als Kommandeur des 5. Garde-Schützenkorps an der Schlacht von Welikije Luki (24. November 1942 bis Januar 1943) beteiligt. Im August 1943 wurde er zum Kommandeur des 2. Garde-Schützenkorps ernannt. Mit diesem Korps führte er im September 1943 Operationen bei Duchowschtschina in der Smolensker Oblast und nördlich von Witebsk durch, was sich bis Anfang 1944 hinzog.

## Armee-Kommando
Im Mai 1943 übernahm er das Kommando über die 43. Armee von ihrem bisherigen Befehlshaber Konstantin Dmitrijewitsch Golubew (1896–1956), am 22. Februar 1944 folgte seine Rangerhöhung zum Generalleutnant. Am 22. Juni 1944 begann die Witebsk-Orscha-Operation mit einem Angriff der 1. Baltischen Front mit der 4. Stoßarmee, der 6. Garde-Armee und der 43. Armee. Im Zusammenhang mit dem gemeinsamen Vorgehen der 39. Armee der 3. Weißrussischen Front gelang es den sowjetischen Streitkräften, fünf deutsche Divisionen ganz oder teilweise einzukesseln. Dabei hatte Beloborodow mit seiner Armee einen entscheidenden Anteil mit der Überquerung der Düna erlangt. Dafür wurde er am 22. Juli 1944 erstmals mit dem Titel Held der Sowjetunion ausgezeichnet. Beloborodow setzte den Vormarsch in der Richtung der wichtigen Verbindung Dünaburg-Schaulen in Litauen fort, womit die deutsche Verbindung nach Riga unterbrochen wurde. Anschließend wurde der Vormarsch zur polnischen Grenze und nach Ostpreußen fortgesetzt.
Im Januar 1945 wurde die 43. Armee während der Eroberung von Tilsit der 3. Weißrussischen Front unterstellt. Im Zeitraum Ende Januar bis Anfang Februar wurde mit Ostpreußen bereits größeres deutsches Territorium von der Roten Armee erobert. Beloborodows Armee war mit anderen sowjetischen Truppen auf Königsberg angesetzt, das am 9. April nach schweren Kämpfen erobert werden konnte. Für seinen in der Schlacht um Königsberg erfolgreich geführten Angriff auf die Festung wurde er am 19. April zweitmalig mit dem Titel Held der Sowjetunion geehrt und am 5. Mai 1945 zum Generaloberst befördert.

## Kampf gegen die japanische Kwantung-Armee
Im August 1945 wurde er zum Befehlshaber der 1. Rotbannerarmee ernannt, die der 1. Fernostfront unterstellt wurde. Gegner war die japanische Kwantung-Armee. Innerhalb von zehn Tagen rückte Beloborodow mit seiner Armee 300 km vor. Die Japaner kapitulierten am 18. August 1945. Als es zu den Verhandlungen zu der Kapitulation kam, verlangte Beloborodow die bedingungslose Kapitulation. Darauf entgegnete der japanische General Kawagoe, dass es das Wort in der japanischen Sprache nicht geben würde. Beloborodow entgegnete daraufhin, dass es die sowjetische Armee sei, die die japanische Sprache mit solch einem Wort bereichern würde. Am 20. August 1945 unterzeichnete der Kommandeur der 5. Armee General Shimizu Naritsune die Kapitulationsurkunde. Danach erreichte Beloborodow die Stadt Harbin, wo er die sowjetische Garnison einrichtete.

## Neue Kommandos
Ab März 1947 übernahm er das Kommando über Sondereinheiten im Gebiet von Port Arthur, was er bis 1955 ausübte. Von 1956 bis 1957 war er Befehlshaber über den Militärbezirk Woronesch. Danach wurde er bis 1963 Leiter der Personalabteilung im Verteidigungsministerium. Am 22. Februar 1963 erfolgte seine Rangerhöhung zum Armeegeneral. Von 1963 bis zu seinem schweren Verkehrsunfall im Oktober 1966 führte er das Kommando über den Militärbezirk Moskau. Von 1968 an bis zu seiner Pensionierung übernahm er eine weitere Aufgabe im Verteidigungsministerium.
Als er im September 1990 starb, äußerte er den Wunsch, bei Kilometer 41 an der Wolokolamsker Chaussee begraben zu werden. Dort hatte er mit seiner 78. Schützendivision die deutschen Einheiten auf dem Weg nach Moskau aufgehalten. In seiner Heimat bei Irkutsk hat man von ihm in der Ruhmeshalle auf dem Hügel von Poklonnaja eine Büste aus Bronze aufgestellt. Der sowjetische Schriftsteller Alexander Alfredowitsch Bek (1903–1972) hat in der Erzählung Die Wolokolamsker Chaussee den Kommandeur Beloborodow gewürdigt.

## Auszeichnungen
- 22. Juli 1944, und 19. April 1945: Held der Sowjetunion
- Leninorden 5 x
- Orden der Oktoberrevolution
- Rotbannerorden 5 x
- Suworoworden I. und II. Klasse
- Kutusoworden II. Klasse

## Schriften
- Na Istrinskom naprawleni (deutsch: In Richtung Istra), in: Wiz. God 4, 1962, No. 2, S. 89–103 (Der Autor berichtet als Befehlshaber der 9. Garde-Schützen-Division über die Kämpfe zur Rückeroberung der Stadt Isra im Jahre 1941 westlich von Moskau.)
- Wojennije kadri Sowjetskogo gosudartswa w Welikoi Otechestwennoi woini 1941–45 als Chef der Herausgeber (deutsche Übersetzung des Titels: Die militärischen Kader des Sowjetstaates im Großen Patriotischen Krig 1941–45), Moskau 1963
- W rajone Witebska, (deutsch: Im Rajon Witebsk), in: Polki idut na sapad, Moskau 1964[7]
- Ratnij poswig (deutsch: Eine Heldentat im Krieg), Moskau 1965[8]
- Sibirjaki w welikoi bitwe sa Moskwu, (deutsch: Sibirier in der großen Schlacht um Moskau), in: Bitwa sa Moswu, Moskau 1966[9]
- Skvoz ogon i tajgu, (deutsch: Durch Feuer und Taiga), Moskau 1969[10]
- Witebski 'kotel' , (Der Kessel von Witebsk), Moskau 1970[11]
- 43-ja armija w Witebskoi oprazi (deutsch: Die 43. Armee in der Witebsker Operation), in: Wiz. God 16, 1974, No. 7, S. 50–55[12]
- Sibirjaka w welikoi bitwe sa Moskwu (deutsch: Sibirier in der großen Schlacht um Moskau), in: W godi Welikoi Oteschestwoi, Irkutsk 1975, S. 21–45[13]
- Wsegda w boju, (deutsch: Immer im Kampf), Moskau 1978[14]
- Na sopkach Mantschuri, (deutsch: Auf den Hügeln der Mandschurei), In: Wiz. God 22, 1980, No. 12, S. 30–35; ibid. God 23, 1981, No. 1, S. 45–51[15]
- 9-ja gwardejskaja strelkowaja diwizija w bojach pod Moskwoi (deutsch: Die 8. Garde-Schützendivision in den Kämpfen bei Moskau), in: Pobeda pod Moskwoi, Moskau 1982, S. 137–144
- Proryv na Kharbin, (deutsch: Durchbruch nach Harbin), Moskau 1982[16]